# Stevia amblyolepis
Stevia amblyolepis är en tvåhjärtbladig växtart som först beskrevs av och fick sitt nuvarande namn av Benjamin Lincoln Robinson. Stevia amblyolepis ingår i släktet Stevia, och familjen korgblommiga. Inga underarter finns listade i Catalogue of Life.